# 이스마일 알함마디
이스마일 알함마디(아랍어: إسماعيل الحمادي, 1988년 7월 1일 ~ )는 아랍에미리트의 축구 선수이며 포지션은 공격수이다. 현재는 알아흘리 소속으로 뛰고 있다.

## 축구인 경력

### 클럽 경력
2007년 알아흘리에 데뷔하여 2007-08 시즌 올해의 유망주 상을 수상하였고 2008-09 시즌엔 팀의 리그 우승과 함께 올해의 국내 선수 상을 수상하였다.

### 국가대표 경력
2008년 A매치에 데뷔하였고 같은 해 10월 15일 열린 대한민국과의 2010 월드컵 예선 경기에서 A매치 데뷔골을 기록하였다. 2009년 6월 2일엔 독일을 상대로 골을 기록하기도 하였다.
2011년 AFC 아시안컵에 출전하였고 이듬해엔 런던 올림픽에 와일드 카드로서 출전하였다.
2015년 AFC 아시안컵에 출전하였다.

## 국가대표 골 기록
| #  | 날짜             | 장소     | 상대 국가    | 득점 | 결과 | 경기 종류                           |
| -- | ---------------- | -------- | ------------ | ---- | ---- | ----------------------------------- |
| 1. | 2008년 10월 15일 | 서울     | 대한민국     | 1–2  | 1–4  | 2010년 FIFA 월드컵 아시아 지역 예선 |
| 2. | 2009년 1월 5일   | 무스카트 | 예멘         | 2–0  | 3–1  | 2009년 걸프컵                       |
| 3. | 2009년 6월 2일   | 두바이   | 독일         | 1–6  | 2–7  | 친선 경기                           |
| 4. | 2011년 7월 23일  | 알아인   | 인도         | 3–0  | 3–0  | 2014년 FIFA 월드컵 아시아 지역 예선 |
| 5. | 2011년 9월 2일   | 알아인   | 쿠웨이트     | 1–3  | 2–3  | 2014년 FIFA 월드컵 아시아 지역 예선 |
| 6. | 2013년 1월 18일  | 리파     | 이라크       | 2–1  | 2–1  | 2013년 걸프컵                       |
| 7. | 2014년 3월 5일   | 타슈켄트 | 우즈베키스탄 | 1–0  | 1–1  | 2015년 AFC 아시안컵 예선            |

## 같이 보기
- A매치 100경기 이상 출전한 축구 선수 명단